# 陈訚 (扬州人)
陈訚（?—?）字悦庵，号邢山，江苏扬州林泉人。清朝末年官员、诗人、书法家。

## 生平
清朝末年，陈訚起初在浙江任官，后来补选甘肃，先任安化县知县，后来署岷州知州，以盐提举为西和县知县。光绪十六年（1890年）到任西和县知县后，任职仅一年便调走，任内裁减为经过西和县的官员设立的接待站与招待费用，并且减轻了农民负担，捐资修文庙，筹建奎星阁。